# 君士坦丁三世 (西罗马)
弗拉维乌斯·克劳狄乌斯·君士坦丁，或称君士坦丁三世，是一位罗马将领。于407年在不列颠尼亚自称为罗马皇帝，并在高卢建立统治。不久后得到承认，在409年到411年担任共治皇帝。
407年君士坦丁被不列颠罗马军团拥立为皇帝。此后他带着不列颠的所有野战军前往高卢对抗406年冬天越过莱茵河的日耳曼入侵者。君士坦丁在与西罗马皇帝霍诺留的军队的几次战斗中占据了上风。于是霍诺留在409年承认君士坦丁为共治皇帝。蛮族部落的入侵、撒克逊人对几乎毫无防备的不列颠的袭击以及他麾下一些将领的离开导致了支持他的力量的崩溃。在进一步的军事失败后，他于411年退位，并在不久后被抓捕处决。

## 生平

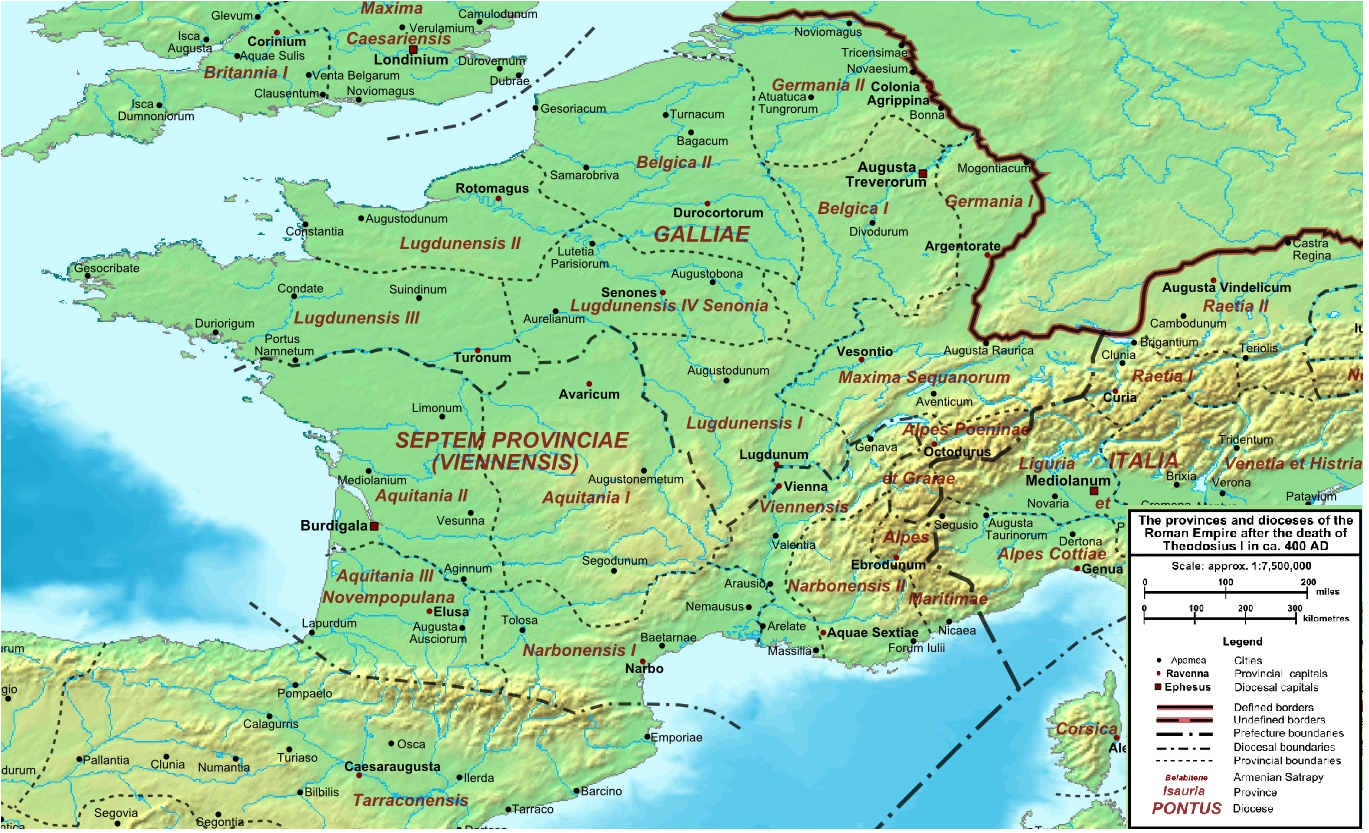
蛮族入侵前的罗马高卢

406年，罗马不列颠发生兵变。由于本地驻军没有得到军饷，他们发动叛乱并推举了领导者。他们推举的前两任领袖马库斯和格拉提安由于未能满足士兵的要求而被杀。不列颠的罗马军队出于对日耳曼人入侵的畏惧和在即将崩溃的秩序下寻求安全的需要推举了与著名的在不列颠因兵变上台的君士坦丁大帝同名的领导者：颇具才能的普通士兵君士坦丁。407年初，君士坦丁宣称皇帝之位。
君士坦丁行动快速。他在波诺尼亚（布洛涅）渡过海峡，并带走了不列颠的所有机动部队（历史学家认为），使不列颠失去了第一线的军事保护，这解释了罗马不列颠军团在5世纪初从不列颠尼亚消失的原因。高卢与部分西班牙的罗马军队向他宣布效忠。406年12月31日，包括汪达尔人、勃艮第人、阿兰人和苏维汇人人在内的蛮族部落入侵者大约在美因茨附近跨越莱茵入侵西罗马帝国，并占领了许多罗马的防御工事。
君士坦丁的军队在与汪达尔人的几次对抗中获胜，并迅速巩固了莱茵河的防线。西罗马皇帝霍诺留命令他的首席将军斯提里科或其他军事长官驱逐君士坦丁。霍诺留的将领萨鲁斯击败了由法兰克人内比奥加斯特与尤蒂安努斯率领的君士坦丁的先锋部队 ，君士坦丁的副官内比奥加斯特斯首先在瓦朗斯郊外被杀。君士坦丁又派出伊多比克乌斯和格隆提乌斯为首的另一支部队，萨鲁斯从控制了穿过阿尔卑斯山通道的巴高达手中购买通行权撤退到意大利，随后君士坦丁控制了整个高卢，兵临阿尔卑斯山前往意大利的通道408年5月，他定都阿尔勒，并任命圣希多尼乌斯·阿波利纳里斯的祖父阿波利纳里斯为省长。 

### 承认为共治皇帝
408年夏天，意大利的罗马军队集结起来以进攻君士坦丁。西班牙是狄奥多西王朝的坚固堡垒，始终忠于霍诺留。君士坦丁担心霍诺留的堂兄弟会组织军队那里发动攻击，同时萨鲁斯和斯蒂里科的军队则从意大利进攻而形成钳形攻势，于是首先向西班牙发动进攻。君士坦丁自他曾生活的修道院召来了他的长子君士坦斯，将他提升为凯撒，并派他和格隆提乌斯将军前往西班牙，在那里他们轻松击败了霍诺留的堂兄弟们：多默和维里尼亚努斯被抓获，另外两人拉戈德斯和狄奥多西奥罗斯则成功逃脱，前者逃往罗马而后者逃往君士坦丁堡。
君斯坦斯将他的妻子和家人留在了萨拉戈萨由格隆提乌斯照顾，而他自己返回阿尔勒向父亲报告。与此同时，忠于皇室的罗马军队于于8月13日在提契努姆（帕维亚）发动兵变，随后于8月22日处决了霍诺留的将军斯蒂里科。朝廷内部的阴谋导致萨鲁斯将军和他的部下放弃了西部军队。这让拉文纳的霍诺留失去了军事力量，并面临着在意大利北部肆无忌惮地游荡的阿拉里克军队的威胁。因此，当君士坦丁的使节抵达谈判时，恐惧的霍诺里乌斯承认君士坦丁为共治皇帝，两人成为409年的联合执政官。

### 向意大利进军
409年是君士坦丁的最高峰。当他与霍诺留的军队作战时，一些汪达尔部落攻破了君士坦丁的莱茵河防御工事，并花了两年零八个月的时间在高卢烧毁和掠夺。这些蛮族部落到达了比利牛斯山脉，并突破了君士坦丁的驻军进入西班牙。君士坦丁准备让他的儿子君士坦斯回去应对这场危机，因为有消息说他的将军格隆提乌斯叛乱并扶持亲戚西班牙的马克西姆斯作为共治皇帝。尽管君士坦丁尽了最大的努力，但第二年，糟糕的消息还是从西班牙传来：格隆提乌斯取得了蛮族盟友的支持而发动叛乱。
大约在同一时间，撒克逊海盗袭击了因君士坦丁带走军队而缺乏防备的不列颠。因君士坦丁失责而愤怒的不列颠与阿莫里卡的罗马民众发起反抗并驱逐了他的官员。
君士坦丁面对越来越不利的局势发起了最后的绝望赌博。在西部宫廷官员的恳求下，君士坦丁带着剩下的军队向意大利进军。西部宫廷的官员们想用更有能力的统治者取代霍诺留。然而，君士坦丁由于兵力不足而失败，于410年春末撤退到高卢。这时，他的地位变得岌岌可危；格隆提乌斯于411年在维埃纳击败了他的军队，他的儿子君士坦斯被捕并被处决。一年前接替阿波利纳瑞斯的君士坦丁的执政官德西姆斯·鲁斯蒂库斯背叛了君士坦丁，加入了莱茵兰约维努斯发动的叛乱。格隆提乌斯将君士坦丁围困在阿尔勒。

### 投降与处刑

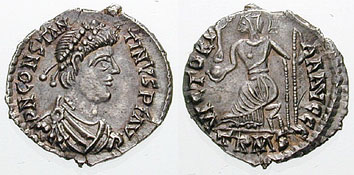
银币上的君士坦丁三世像，反面庆祝奥古斯都的胜利。

与此同时，霍诺留提拔了一位新的将领，即未来的君士坦提乌斯三世。君士坦提乌斯兵发了阿尔勒，让格隆提乌斯陷入困境并自杀身亡，格隆提乌斯麾下的许多士兵投奔了接管围攻的君士坦提乌斯。君士坦丁依旧在坚守等待着在高卢北部于法兰克人中集结军队的伊多比克乌斯的援军。但伊多比克乌斯在一次伏击中被击败。在守卫莱茵河的军队抛弃他转而支持约维努斯后，君士坦丁失去了破局的希望，并向君士坦提乌斯投降。虽然此前君士坦提乌斯曾承诺保证他的人身安全并让他成为神职人员，但君士坦丁还是被囚禁，并在411年8月或9月前往拉文纳途中将他斩首。他的头颅被挂在一根杆子上于9月18日献给了霍诺留皇帝。后来还在迦太基城外展示。
不久后西哥特人阿陶尔夫镇压了约维努斯的叛乱。君士坦丁三世死后，罗马的统治再也没有回到不列颠。正如历史学家普罗科皮乌斯后来解释的那样，“从那时起，它一直处于暴君的统治之下。”

## 传说
君士坦丁三世也被称为不列颠的君士坦丁二世。他经常在蒙茅斯的杰弗里的广受欢迎且富有想象力的《不列颠诸王史》中在格雷素内斯·米律舍斯后上台的君士坦丁相混淆。在杰弗里的叙述中，不列颠人在罗马撤军后寻求新的统治者以保护他们免遭蛮族入侵，向阿莫里卡的统治者奥尔德诺斯（Aldroenus ）发出邀请，但奥尔德诺斯认为不列颠已经衰弱而拒绝，让他的兄弟君士坦丁来统治。君士坦丁成为了国王并有三个儿子， 君士坦斯 ，奥勒留和尤瑟。君士坦丁最终被一个皮克特人刺死。
君士坦丁三世与杰弗里的叙述中描述的君士坦丁没有任何关系，他与亚瑟王的传说也没有任何联系。杰弗里的君士坦丁是奥尔德诺斯的兄弟，他们两人均是科南·梅里阿多克的后裔。杰弗里笔下的君士坦丁通过儿子尤瑟·潘德拉贡成为传说中的亚瑟王的祖父。

### 主要来源
- Zosimus, Historia Nova, Books 5 & 6 Historia Nova （页面存档备份，存于）
- Orosius, Historiae adversum Paganos, 7.40
- Geoffrey of Monmouth' Historia Regum Britanniae

### 次要来源
- Bartrum, Peter A Welsh Classical Dictionary Cardiff: National Library of Wales, 1993, ISBN 978-0-907158-73-8
- Birley, Anthony, , Oxford: Oxford University Press, 2005, ISBN 978-0-19-925237-4
- Bury, J. B., A History of the Later Roman Empire from Arcadius to Irene, Vol. I (1889) London; New York: Macmillan OCLC 22138662
- Elton, Hugh, Constantine III (407–411 A.D.), D.I.R.（页面存档备份，存于）
- Ford, David Nash Early British Kingdoms: Constantine Corneu （页面存档备份，存于）
- Gibbon, Edward, Decline and Fall of the Roman Empire (1888) Philadelphia : J.B. Lippincott OCLC 692266633
- Heather, Peter(2005) The Fall of the Roman Empire, Basingstoke and Oxford: Pan Macmillan ISBN 978-0-333-98914-2
- Higham, Nicholas, , London: B. A. Seaby, 19921992, ISBN 978-1-85264-022-4
- Jones, Arnold Hugh Martin, John Robert Martindale, John Morris, The Prosopography of the Later Roman Empire, volume 2, Cambridge University Press, 1992, ISBN 978-0-521-20159-9
- Snyder, Christopher A., , University Park: Pennsylvania State University Press, 19981998, ISBN 978-0-271-01780-8
- Stevens, C.E. "Marcus, Gratian, Constantine", Athenaeum, 35 (1957), pp. 316–47
- Thompson, E.A. "Britain, A.D. 406–410", Britannia, 8 (1977), pp. 303–318.